# Paul Tournon
Paul Tournon, né à Marseille le 19 février 1881 et mort à Paris le 22 décembre 1964, est un architecte français.

## Biographie
Entré à l'École nationale supérieure des beaux-arts en 1902 au sein de l'atelier de Louis Henri Georges Scellier de Gisors, il en sort avec le second grand prix de Rome en 1911 (Un monument à la gloire de l’indépendance d’un grand pays) et son diplôme d'architecte en 1912. Il crée son agence en 1914 et participe aux concours de plusieurs monuments aux morts après la guerre. Il est chargé de la reconstruction de la ville de Compiègne. Il participe à plusieurs expositions dans les années 1920-1930.
Il se rend célèbre pour la réalisation d'une douzaine d'édifices religieux en béton armé, en France et au Maroc dont l'Église Sainte-Thérèse-de-l'Enfant-Jésus à Élisabethville (Yvelines) et l'église du Saint-Esprit à Paris. À l'occasion de ces projets, il collabore avec des artistes qui participent à ce renouveau de l'art religieux : les verriers Marguerite Huré, Louis Barillet, Jacques Le Chevallier, le ferronnier Raymond Subes, les peintres Marcel Imbs et Maurice Denis.
Il répond par ailleurs à une commande publique considérable au cours de sa carrière. Il est nommé architecte de la Banque de France en 1940 et architecte des bâtiments civils et palais nationaux pour plusieurs monuments. Il est professeur à l'École nationale supérieure des beaux-arts à partir de 1925 puis en devient le directeur en 1942, ainsi que le directeur de l'École nationale supérieure des arts décoratifs. Il est élu président de la Société centrale des architectes de 1945 à 1948.
Il est élu membre de l'Académie des beaux-arts au fauteuil de Gustave Umbdenstock en 1942.
Il est inhumé au cimetière du Père-Lachaise (10e division),. Ses archives et celles de sa fille Marion, également architecte, sont conservées aux Archives nationales sous la cote 377 AP
Il était le gendre d'Édouard Branly, le mari d'Élisabeth Branly (1889-1972), artiste peintre, et le père de deux filles, Florence Tournon-Branly (1923-1981), auteur de vitraux, et Marion Tournon-Branly (1924-2016), architecte.

## Principales réalisations

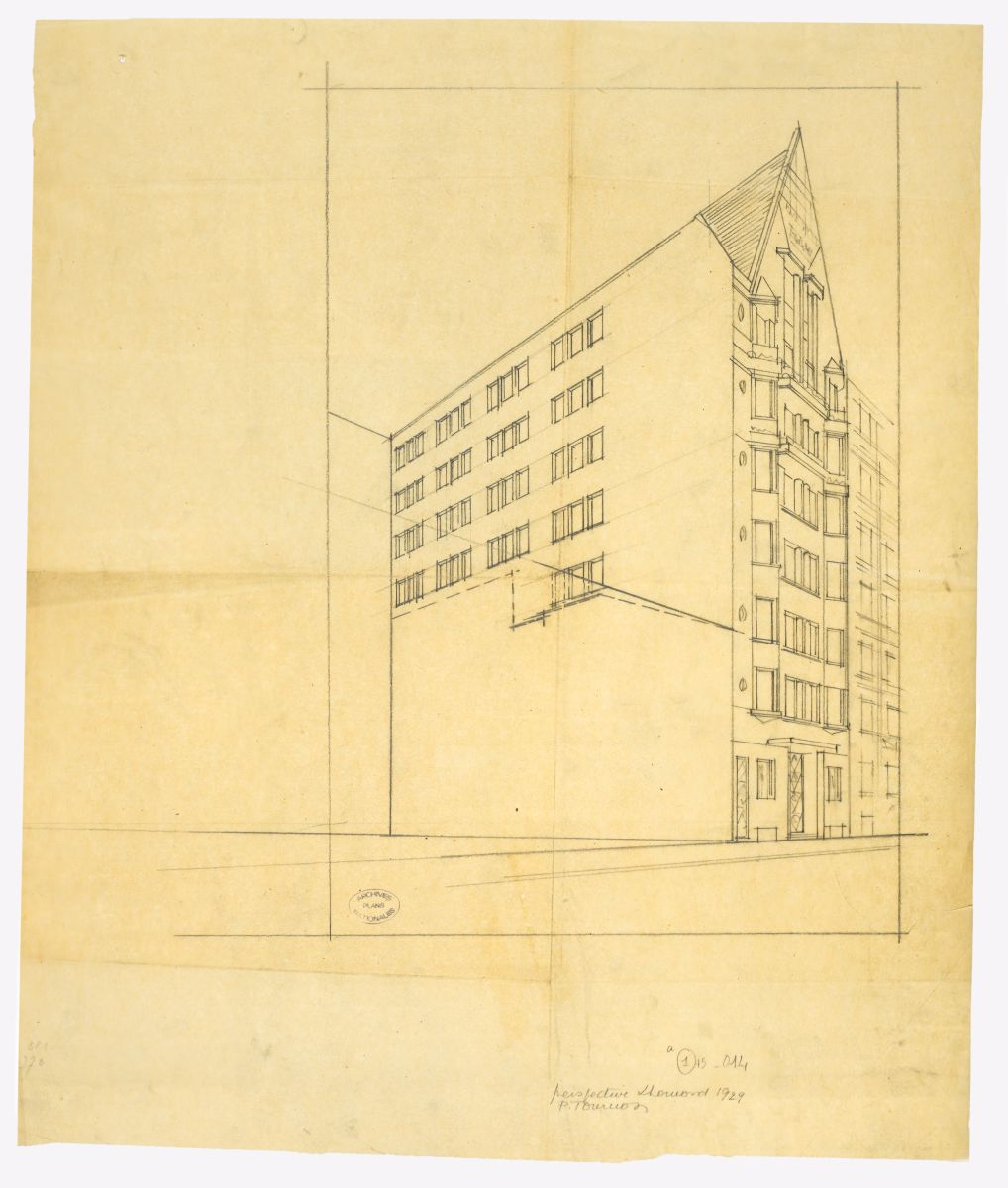
résidence de la rue Lhomond, vue perspective de la façade et du mur pignon, Archives nationales, 377 AP 236.

- 1919-1922 : monuments aux morts, Tournon-sur-Rhône et Rambouillet
- 1923-1926 : clocher de l'église de Saint-Louis de Villemomble (actuelle Seine-Saint-Denis)
- 1925 : pavillon des architectes et pavillon de la Provence de l'Exposition internationale des Arts Décoratifs et industriels modernes
- 1926-1928 : église du Saint-Esprit, avenue Daumesnil, à Paris
- 1928 : église Sainte-Thérèse-de-l'Enfant-Jésus à Élisabethville (Yvelines)
- 1930 : église Notre-Dame-de-l’Océan à Rabat (Maroc) et résidence pour étudiantes rue Lhomond à Paris.
- 1931 : pavillon des missions à l'Exposition coloniale internationale de Paris, réédifiée à Épinay-sur-Seine sous le nom d'Église Notre-Dame-des-Missions
- 1931-1932 : laboratoire d'Édouard Branly, Institut catholique de Paris, 21 rue d'Assas, dans le 6e arrondissement de Paris[5]
- 1932-1959 : église du Sacré-Cœur de Casablanca (Maroc)
- 1933 : église Saint-Joseph-de-l'Océan de Rabat
- 1934-1935 : église paroissiale de Saint-M'Hervon (Ille-et-Vilaine)
- 1931 : église Saint-Pierre-Apôtre à Alfortville (Val-de-Marne)
- 1935 : sanatorium de Bodiffé à Plemet (actuelles Côtes-d'Armor)
- 1937 : pavillon pontifical à l'Exposition internationale des arts et techniques de la vie moderne à Paris
- 1939 : église Notre-Dame des Cèdres à Ifrane (Maroc)
- 1947 : cinéma Le Colisée, avenue des Champs-Élysées, dans le 8e arrondissement de Paris
- 1948 : bâtiments de la Banque de France à Caen, Niort, Boulogne-Billancourt et Saint-Nazaire
- 1952 : bâtiments de la Banque de France à Brest, Lens et Saint-Lô
- 1954 : bâtiment de la Banque de France à Lorient
- 1955-1958 : maison de la radio à Strasbourg
- 1958-1961 : église Saint-Honoré à Amiens (Somme)
- 1958-1965 : extension de l'abbaye de Fleury à Saint-Benoît-sur-Loire
- 1958-1965 : cité internationale des arts, rue de l'Hôtel-de-Ville dans le 4e arrondissement de Paris avec Olivier-Clément Cacoub et Ngo Viet Thu.
- 1959 : restauration et agrandissement de l'hôtel d'Aumont